# Quintus Clodius Hermogenianus Olybrius
Quintus Clodius Hermogenianus Olybrius (gestorben zwischen 384 und 395) war ein spätantiker römischer  Politiker des 4. Jahrhunderts.
Olybrius gehörte der senatorischen Elite an. Er war der Sohn von Clodius Celsinus Adelphius, der 351 Stadtpräfekt von Rom war, und der Dichterin Faltonia Betitia Proba. Sein Bruder, Faltonius Probus Alypius, diente 391 als Stadtpräfekt von Rom. Olybrius war mit Tyrrania Anicia Iuliana verheiratet, die aus dem bedeutenden spätantiken Geschlecht der Anicier stammte; ihre Töchter waren Anicia Faltonia Proba und Anicia.
Olybrius’ Karriere ist durch eine Inschrift aus Rom überliefert. So trug er den Ehrentitel vir clarissimus. Vor 361 war er Konsular von Kampanien, gefolgt von der Position des Prokonsuls von Africa im Jahr 361. Von 369 bis 370 diente er als Stadtpräfekt von Rom. Ammianus Marcellinus betont, dass Olybrius’ Verwaltung im Vergleich zu anderen Präfekten mild und gerecht war. Er versuchte, Korruption in Rom zu bekämpfen, agierte jedoch zurückhaltend und war weder besonders energisch noch populär.
Im Jahr 378 wurde er von Kaiser Gratian zum Prätorianerpräfekten von Illyrien ernannt. Nach dem Tod von Kaiser Valens in der Schlacht von Adrianopel im selben Jahr wurde er noch 378 Prätorianerpräfekt des Orients (praefectus praetorio Orientis) und blieb in diesem Amt bis 379. Den Höhepunkt seiner Karriere erreichte er 379, als er zum Konsul ernannt wurde.
Da er in einer relatio des Quintus Aurelius Symmachus aus dem Jahr 384 erwähnt wird, lebte er in diesem Jahr offenbar noch. 395 war er schon verstorben.